# هيذر لانجينكامب
هيذر لانجينكامب (بالإنجليزية: Heather Langenkamp)‏ هي فنانة مكياج وملحنة ومنتجة أفلام ومخرجة وممثلة أمريكية، ولدت في 17 يوليو 1964 بتلسا في الولايات المتحدة.

## أعمال

### أفلام
- (1983) رومبل فيش
- (1984) كابوس شارع إيلم[4]
- (2011) أنا نانسي
- (2013) ستار تريك إلى الظلام[5][6][7]

## وصلات خارجية
- هيذر لانجينكامب على موقع IMDb (الإنجليزية)
- هيذر لانجينكامب على موقع روتن توميتوز (الإنجليزية)
- هيذر لانجينكامب على موقع ألو سيني (الفرنسية)
- هيذر لانجينكامب على موقع تيرنر كلاسيك موفيز (الإنجليزية)
- هيذر لانجينكامب على موقع أول موفي (الإنجليزية)
- هيذر لانجينكامب على موقع قاعدة بيانات الأفلام السويدية (السويدية)
- هيذر لانجينكامب على موقع إن إن دي بي (الإنجليزية)
- هيذر لانجينكامب على موقع قاعدة بيانات الفيلم (الإنجليزية)
- هيذر لانجينكامب على موقع كينوبويسك (الروسية)